# 2MASS J16060629-2335133
2MASS J16060629-2335133 ist ein Brauner Zwerg im Sternbild Skorpion. Er wurde 2008 von Nicolas Lodieu et al. entdeckt. Er gehört der Spektralklasse L0 an.